# Matt Knudsen
Pour les articles homonymes, voir Knudsen.
Matt Knudsen, né le 31 octobre 1982 à Seattle (Washington), est un acteur, scénariste et réalisateur américain de cinéma et de télévision.

## Biographie
Après avoir participé à une quarantaine de films dans l'équipe de la caméra, il se lance dans la réalisation.

## Filmographie partielle

### Cinéma
- 2006 : The Iron Man d'Alex Nam : Unibomber

### Courts-métrages
- 2008 : Yes de Jonna Tamases : employé de bureau
- 2015 : Everything's Gonna Be OK de Marcus Cheong-Wai Chan : homme à tête de vache

### Télévision
- 2017 : Cassidy Red - réalisation - scénario - production